# Граф Татта
У математичній області теорії графів граф Татта — це 3-регулярний граф з 46 вершинами та 69 ребрами, названий у честь математика Вільяма Татта, що побудував його у 1946 році. Він має такі характеристики: хроматичне число — 3, хроматичний індекс — 3, обхват — 4, діаметр — 8.
Граф Татта — кубічний багатогранний негамільтоновий граф. Таким чином, він є контрприкладом до гіпотези Тета, що кожен 3-правильний багатогранник має гамільтонів цикл. Опублікований Таттом у 1946 році, це перший контрприклад наведений для цієї гіпотези. Інші контрприклади були знайдені пізніше, у багатьох випадках на основі теореми Грінберга.

## Конструкція

Фрагмент Татта

З'єднавши з центральною вершиною три невеликих пласких графа, що звуться фрагментами Татта, вчений, використовуючи теорему Шнейца, побудував негамільтонів багатогранник, що має 25 граней.
«Обов'язкові» ребра фрагмента, які повинні бути частиною гамільтонового шляху через фрагмент, з'єднані в центральній вершині. Оскільки будь-який цикл може використовувати лише два з них, гальмітонового циклу не існує.
Геометрично може бути отриманий з тетраедра (кожна грань якого відповідає чотирьом великим граням з 9 ребрами, три з яких знаходяться між парами фрагментів, а четвертий утворює зовнішню грань) шляхом багаторазового відсікання трьох його вершин.

## Алгебраїчна характеристика графа
Група автоморфізмів графа Татта — {\displaystyle \mathbb {Z} /3\mathbb {Z} }, циклічна група третього порядку.
Характеристичний многочлен графа Татта:
{\displaystyle (x-3)(x^{15}-22x^{13}+x^{12}+184x^{11}-26x^{10}-731x^{9}+199x^{8}+1383x^{7}-576x^{6}-1061x^{5}+561x^{4}+233x^{3}-151x^{2}+4x+4)^{2}}
{\displaystyle (x^{15}+3x^{14}-16x^{13}-50x^{12}+94x^{11}+310x^{10}-257x^{9}-893x^{8}+366x^{7}+1218x^{6}-347x^{5}-717x^{4}+236x^{3}+128x^{2}-56x+4).}

## Схожі графи
Хоча Татт створив перший 3-регулярний негамільтоновий граф, він не є найменшим таким графом. У 1965 році Ледербергом був побудований граф Барнетт-Босак-Ледерберга з 38 вершинами. У 1968 році Грінберг побудував додаткові невеликі контрприклади до гіпотези Тета — графи Грінберга на 42, 44 і 46 вершин. У 1974 році Фолкнер і Янгер опублікували ще два графи — графи Фолкнер-Янгера на 42 і 44 вершини.
Врешті Холтон і Маккей представили ще шість негамільтонових багатогранників із 38 вершинами, для яких пізніше було знайдено три нетривіальні скорочення. Вони утворюються заміною двох вершин п'ятикутної призми тим самим фрагментом, що використовується в прикладі Татта.